# هیئت اعزامی مجموعه باستان‌شناسی ترکمنستان جنوبی
هیئت اعزامی مجموعه باستان‌شناسی ترکمنستان جنوبی (STACE) که هیئت اعزامی بین‌رشته‌ای باستان‌شناسی ترکمنستان جنوبی آکادمی علوم جمهوری سوسیالیستی شوروی ترکمنستان (YuTAKE)، نیز نامیده می‌شود، توسط آکادمی علوم ترکمنستان ایجاد شد. در ابتدا توسط خاورشناس میخائیل‌ یِوگِنیِویچ‌ ماسون در سال ۱۹۴۶ سازماندهی شد. این هیئت اعزامی چندین حفاری یا «تیپ» بر اساس مکان‌ها و دوره‌ها داشت و در طول سالیان متمادی گسترش یافت.
به گفته ماسون، سکونتگاه‌های مس‌سنگی در جنوب ترکمنستان، به اواخر هزاره پنجم تا اوایل هزاره سوم پیش از میلاد بازمی‌گردد، همانطور که توسط تاریخ‌گذاری کربنی و مطالعات دیرینه مغناطیسی یافته‌های کاوش‌های انجام‌شده توسط STACE در آلتین‌تپه و تکان‌تپه ارزیابی شده‌اند. دامنه‌های کوه‌های کوپت‌داغ، نخستین فرهنگ‌های روستایی آسیای مرکزی را در نواحی نمازگاه تپه (بیش از ۵۰ هکتار) و آلتین تپه (۲۶ هکتار)، اولوغ دپه (۲۰ هکتار)، کارا تپه (۱۵ هکتار) و گئوکسیور (۱۲ هکتار). در سال ۱۹۵۲، بوریس کوفتین، بر اساس کاوش های انجام شده در نمازگاه تپه I-VI، دنباله پایه‌ای از مس‌سنگی تا عصر برنز پسین را ایجاد کرد.
با این حال، دوره مس‌سنگی در حدود ۲۷۰۰ سال پیش از میلاد به دلیل عوامل طبیعی بوم‌شناختی به پایان رسید و واحه گئوکسیور بیابان شد. این امر منجر به مهاجرت مردم به دلتای باستانی رودخانه تجن شد. این امر همچنین منجر به سکونتگاه‌های عصر برنز اولیه در خاپوز تپه شد.
شامل میان‌سنگی خزر(کاسپین)، نمازگاه‌تپه، آلتین‌تپه، گئوکسیورتپه و گنورتپه